# 後藤万澄
後藤 万澄（ごとう ますみ、1996年4月11日 - ）は、日本の元男子バレーボール選手である。

## 来歴
山形県山形市出身。バレーボール部の顧問に勧誘されて高校3年生の秋からバレーボールを始める。
米沢中央高等学校、仙台大学を経て、2018-19シーズン、V.LEAGUE DIVISION2 MEN（V2男子）に所属する大同特殊鋼レッドスターの内定選手となった。
2019年、大学卒業後に、大同特殊鋼レッドスターに入団した。入団1シーズン目となる2019-20シーズンにV2男子の試合に出場し、Vリーグデビューを果たした。
2020年、2019-20シーズン終了をもって大同特殊鋼レッドスターを退団し、ヴォレアス北海道に移籍した。2023年、チームはV1昇格を果たした。
2023-24シーズン、V1男子の試合に出場し、V1デビューを果たした。
2024年、シーズン終了をもってヴォレアスを退団し、現役引退。

## 人物
- 引退後の2024年8月、元PFUブルーキャッツの田原愛里との結婚を発表した[6]。

## 所属チーム
- 米沢中央高等学校（2012-2015年）
- 仙台大学（2015-2019年）
- 大同特殊鋼レッドスター（2019-2020年）
- ヴォレアス北海道（2020-2024年）